# Брызгалов, Алексей Олегович
Алексей Олегович Брызгалов (род. 26 июля 1971 года в Киеве) — украинский фехтовальщик, Мастер спорта Украины международного класса (1994).
В 2000 году окончил Переяслав-Хмельницкий педагогический институт.
Чемпион СССР (1989, 1990), многократный чемпион Украины (1992—1998). В 1994 году стал бронзовым призёром Кубка Европы, а в составе сборной команды Украины на чемпионате мира занял четвёртое место. В 1996 году участвовал в Олимпийских играх в Атланте, занял 31-е место на рапирах. В 1997 году в команде стал победителем 19-й летней Универсиады. На Олимпиаде 2000 года в Сиднее стал 34-м, а также занял пятое командное место. С 2000 года работал тренером женской сборной Украины по фехтованию, а также арбитром на соревнованиях.